# Platyrrhinus umbratus
Platyrrhinus umbratus (Lyon, 1902) è un pipistrello della famiglia dei Fillostomidi diffuso nell'America meridionale.

## Descrizione

### Dimensioni
Pipistrello di piccole dimensioni, con la lunghezza dell'avambraccio tra 42 e 47,8 mm.

### Aspetto
La pelliccia è lunga con i singoli peli tricolori. Il colore generale del corpo varia dal marrone chiaro al marrone scuro con una striscia dorsale poco visibile più chiara che si estende dalla zona tra le spalle fino alla groppa. Il muso è corto e largo. La foglia nasale è ben sviluppata e lanceolata. Due strisce giallo-brunastre sono presenti su ogni lato del viso, la prima si estende dall'angolo esterno della foglia nasale fino a dietro l'orecchio, mentre la seconda parte dell'angolo posteriore della bocca e termina alla base del padiglione auricolare. Una lunga vibrissa è presente su ogni guancia. Le orecchie sono larghe, triangolari, ampiamente separate e con diverse pieghe poco marcate sulla superficie interna. Il trago è piccolo ed appuntito. Le ali sono attaccate posteriormente alla base dell'alluce. I piedi sono ricoperti di peli densi e lunghi. È privo di coda, mentre l'uropatagio è ridotto ad una sottile membrana lungo la parte interna degli arti inferiori, con il margine libero densamente frangiato e a forma di U rovesciata. Il calcar è corto.

## Distribuzione e habitat
Questa specie è diffusa nella Colombia, Venezuela settentrionale e nell'estrema parte meridionale di Panama.
Vive tra 250 e 2.000 metri di altitudine.

## Tassonomia
Sono state riconosciute 3 sottospecie:
- P.u.umbratus: Colombia centrale e settentrionale, Venezuela nord-occidentale;
- P.u.aquilius (Handley & Ferris, 1972): Panama meridionale, lungo il confine con la Colombia;
- P.u.oratus (Thomas, 1914): Venezuela centro-settentrionale.

## Conservazione
La IUCN Red List, considerata l'assenza di informazioni recenti circa il suo areale, le minacce, lo stato della popolazione e i requisiti ecologici, classifica P.umbratus come specie con dati insufficienti (DD).